# 미치광이 삐에로 (영화)
《미치광이 삐에로》(프랑스어: Pierrot le fou)는 장뤼크 고다르의 1965년 로드무비이다.

## 줄거리
아내와 자식과 함께 사는 페르디낭 그리퐁은 실직했다. 베이비시터와 함께 프랑스 남부로 떠난다.

## 스텝
- 조감독: 장피에르 레오, 필리프 푸라스티에
- 시나리오: 장뤼크 고다르
- 제작: 조르주 드 보르가르
- 음악: 앙투안 뒤아멜
- 사진: 라울 쿠타르

## 배우
- 장폴 벨몽도
- 아나 카리나